# Fukushima Ryuya
Ryuya Fukushima (sinh ngày 5 tháng 9 năm 1996) là một cầu thủ bóng đá người Nhật Bản.

## Sự nghiệp câu lạc bộ
Ryuya Fukushima đã từng chơi cho Kagoshima United FC.